# ナーガパッティナム県
ナーガパッティナム県は、インド南部のタミル・ナードゥ州に属する30の市県の一つ。県庁所在地はナーガパッティナム。

## 概要
ナーガパッティナム県はタミル・ナードゥ州の東部に位置し、パーンディッチェーリ連合区に属するカーライッカールが県を南北に分断している。
北側にカダルール県、西側にティルヴァールール県およびタンジャーヴール県と接し、南側はポーク海峡、東側はベンガル湾で海となっている。
県の中心都市であるナーガパッティナムは南側であり、チェンナイまで約350kmである。古くはポルトガル人などから「コロマンデル （Coromandel）」と呼ばれた地域に属している。
1981年にタンジャーヴール県から分離した。1997年には西部がティルヴァールール県として分離した。ナーガパッティナム県の人口は約150万人である。

## 文化

### 宗教
県民の大多数がヒンドゥー教徒であり、8%程のイスラーム教徒が続く。キリスト教も広まっており、教会も建てられている。また僅かながら仏教徒、シク教徒、ジャイナ教徒も居住している。
ナーガパッティナム県にも数多くのヒンドゥー教の寺院があり、中でもナーガパッティナム近郊のスンダララージャン・ペルマール寺院が有名である。

## 行政区分
ナーガパッティナム県は、以下の7つの郡 (taluk) に区分けされている。
- シールカーリ郡
- タランガンパーディ郡
- マイラードゥトゥライ郡
- ナーガパッティナム郡
- キーリュヴェールール郡
- ティルックヴァリ郡
- ヴェーターランニャム郡